# Maria Madalena em Êxtase
Maria Madalena em êxtase é uma pintura a óleo sobre tela (106,5x92,5 cm) do artista barroco italiano Michelangelo Merisi da Caravaggio, datada de cerca de 1606, embora alguns estudiosos e historiadores de arte tendam a favorecer 1610. Atualmente está presente em várias versões, algumas das quais são cópias evidentes e assinadas. 
É amplamente aceito que Caravaggio pintou a obra em 1606 enquanto estava escondido nas propriedades da família Colonna depois de fugir de Roma após o assassinato de Ranuccio Tommason.
Há pelo menos 18 cópias da Maria Madalena em Êxtase de Caravaggio. A cópia reproduzida na monografia 1 de John Gash dedicada a Caravaggio (2003), que pertence a um colecionador particular de Roma e que geralmente é chamada de cópia "Klain", há muito é considerada a mais fiel ao original; no entanto, em 2014 a especialista Mina Gregori afirma ter identificado o original em outra pintura, mantida em segredo em outra coleção particular europeia. a pintura anteriormente era conhecida apenas pelos historiadores da arte em uma série de cópias feitas por seguidores do artista. Se a pintura for, de fato, autêntica, seria avaliada em mais de £20 milhões.

## História
A obra original é documentada por numerosas fontes, que falam de uma Madalena a mezza figura feita pelo pintor lombardo: Bellori colocou-a em 1606, quando o pintor fugiu de Roma refugiando-se nos feudos de Colonna; em sua opinião, também apoiada por Mancini, refugiou-se em Zagarolo. Baglione, por outro lado, achava que Caravaggio havia parado em Palestrina. Mesmo após a morte de Caravaggio, a pintura continuou a ser comentada; alguns acreditaram que fazia parte da bagagem do artista quando, na tentativa de retornar a Roma após sua estada em Nápoles, morreu na costa do Lácio.
Identificada por muito tempo com Madalena Klain, a pintura permaneceu na posse da família Colonna. Em 1873 foi comprada pelo cônego napolitano Michele Blando e herdado por sua sobrinha, depois de cônjuge Klain. Ao mesmo tempo, em 1976, a pintura passou para um colecionador, cujos herdeiros são os atuais proprietários. Essa chamada versão "Klain" (o exemplar na foto de início do artigo) foi identificada pelo prof. Maurizio Marini (e posteriormente notificada pelo Ministério dos Bens Culturais), que colocou sua execução no momento da fuga de Caravaggio de Roma, após o assassinato de Ranuccio Tomassoni. Segundo o estudioso, o quadro foi pintado em Paliano, quando Caravaggio era hóspede nos feudos dos Colonna, uma família que garantira a Caravaggio sua proteção. Ultimamente, as opiniões sobre sua autenticidade foram reforçadas por uma série de análises não invasivas, realizadas entre 2016 e 2018 no Florentino Opificio delle Pietre Dure pelo prof. Roberto Bellucci. Os detalhes que surgiram das investigações garantem a alta qualidade da realização, com elementos técnicos e estilísticos típicos da fabricação caravagesca: os esboços feitos em chumbo branco, alguns traços de desenho úteis para "parar" a composição, a inserção de um fundo paisagístico se referem ao último estilo do Caravaggio romano.
As várias cópias da pintura foram feitas em grande parte por Louis Finson e são assinadas por ele. Não se pode excluir absolutamente que o próprio Caravaggio os tenha feito, embora alguns estudiosos tendam a excluir essa possibilidade.
Outra versão acreditada é a conhecida como "Maddalena Gregori", que leva o nome de uma das maiores especialistas mundiais do Merisi, Profa. Mina Gregori, que a descobriu em 2014. Durante a primeira restauração, em um "bolso" entre a tela reembainhada e a original, veio à luz uma nota, com caligrafia do século XVII, que traz a inscrição "Madalena reversa de Caravaggio em Chiaia ali para ser usada para a benefício do Cardeal Borghese de Rome". O folheto, dobrado em quatro partes, foi analisado sob a orientação da Dra. Orietta Verdi nos laboratórios da Universidade de Tor Vergata e Sapienza de Roma. As análises sobre a mesma permitiram estabelecer que o papel é do século XVI e a tinta é um "ferro-gaulês" artesanal sempre datável desse período.

## Descrição e estilo
Segundo algumas fontes, a pintura foi feita alguns meses após a fuga de Caravaggio de Roma após o assassinato de Ranuccio Tomassoni e, em particular, durante sua estadia com seus protetores, membros da família Colonna di Paliano. Durante esta breve transferência, o pintor fez pelo menos duas telas: a Ceia de Emaús e uma Madalena.
De acordo com um relato na Legenda Áurea de Jacques de Voragine, popular na época de Caravaggio, após a morte de Cristo, sua fiel discípula Maria de Magdala mudou-se para o sul da França, onde viveu como eremita em uma caverna em Sainte-Baume, perto de Aix-en-Provence. Lá ela era transportada sete vezes por dia por anjos para a presença de Deus, "onde ela ouvia, com seus ouvidos corporais, as deliciosas harmonias dos coros celestiais". Artistas anteriores haviam retratado Maria ascendendo à presença divina através de nuvens multicoloridas acompanhadas de anjos; Caravaggio fez do sobrenatural uma experiência inteiramente interior, com a Madalena sozinha contra um fundo escuro sem feições, capturada por um raio de luz intensa, a cabeça pendendo para trás e os olhos manchados de lágrimas, em êxtase. Essa interpretação naturalista revolucionária da lenda também lhe permitiu captar o paralelo ambíguo entre o amor místico e o erótico, na postura semirreclinada e no ombro nu de Maria, segundo John Gash: "Caravaggio mostrou-se agudamente consciente dessa dimensão física, da união mística como algo experienciado apaixonadamente e não simbolicamente apropriado. (...) enquanto [Caravaggio] deliberada e influentemente expressou o paralelo entre entrega mística e amor erótico, implícito na postura de Madalena e seu ombro esquerdo nu, ele não enfatizou de forma lasciva e inadequada sua sexualidade descobrindo seus seios". A pintura foi imensamente influente para o tratamento futuro do tema por artistas como Rubens e Simon Vouet (que adotaram a Madalena de Carvaggio, mas reintroduziram os anjos), e do célebre Êxtase de Santa Teresa de Bernini.